# Kapusta sitowata

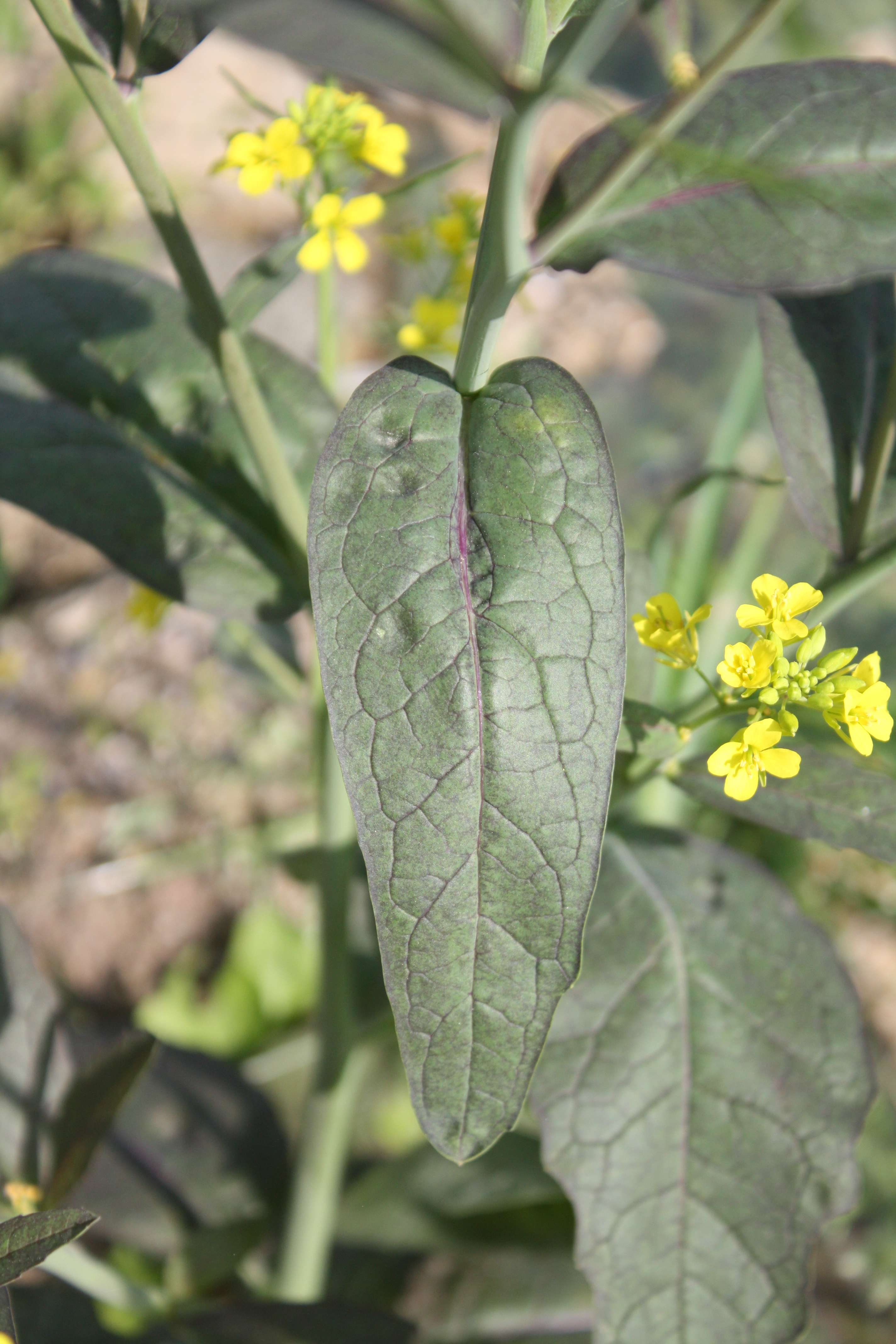
Brassica juncea var. juncea

Kapusta sitowata (Brassica juncea (L.) Czern.), nazywana także kapustą sitową, gorczycą modrą, kapustą sarepską lub gorczycą sarepską – gatunek rośliny jednorocznej  należący do rodziny kapustowatych. W stanie naturalnym występuje w Azji (Syberia, Chiny), w Europie Wschodniej i w Ameryce Północnej. Jest rośliną uprawianą, czasami dziczeje (ergazjofigofit). Status gatunku we florze Polski: efemerofit.

## Morfologia
ŁodygaJest mocno rozgałęziona i osiąga wysokość do 1 m. Cała pokryta jest woskowym nalotem nadającym roślinie siny kolor.
LiścieDolne liście są duże, lirowatego kształtu i kędzierzawe, górne, mniejsze, są zazwyczaj niepodzielone.
KwiatyKielich 4-działkowy, korona 4-płatkowa, żółtego koloru. Ma 6 pręcików i 1 słupek.
OwocDługa łuszczyna zawierająca żółte lub brązowe nasiona. Utrzymuje się na roślinie dłużej, niż u gorczycy białej i gorczycy czarnej. Jej nasiona mają gorzki i piekący smak, od którego pochodzi jej zwyczajowa nazwa gorczyca. Smak ten zawdzięcza składnikowi o nazwie synalbina.

## Zastosowanie
- Roślina jadalna, uprawiana i wykorzystywana zwłaszcza w Indiach, Chinach i krajach byłego ZSRR[5]. Z nasion gorczycy modrej wytwarza się olej. Wykorzystywana jest także do produkcji musztardy[5] oraz jako przyprawa do przyprawiania wędlin, marynat,  maseł ziołowych, majonezów i surówek. Nasiona gorczycy dodaje się do kiszonych warzyw. Służą również jako konserwant w przetwórstwie warzywnym i mięsnym. Są też składnikiem pieprzu ziołowego[7]. W Chinach spożywana jest także jako warzywo[5].

- Potencjalnym zastosowaniem jest fitogórnictwo złota – kapusta sitowata jest hiperakumulatorem złota, w sprzyjających warunkach akumulacja tego pierwiastka osiąga 10 g na tonę suchej masy[10].

- Z kapusty sitowatej wytwarza się plastry lecznicze. Olej z gorczycy sarepskiej wykorzystywany jest w kosmetyce[7].

- Jest rośliną miododajną[5].